# Kępa Rudnicka
Kępa Rudnicka – przysiółek wsi Bieliniec w Polsce, położony nad Sanem, w województwie podkarpackim, w powiecie niżańskim, w gminie Ulanów.
Dawniej była to część miasta Rudnik nad Sanem, położona po przeciwnym brzegu Sanu. 1 stycznia 1992 wyłączono ją (70,26 ha) z Rudnika.
W latach 1975–1998 miejscowość administracyjnie należała do województwa tarnobrzeskiego.